# Minami-ku (Kumamoto)
Pour les articles homonymes, voir Minami-ku (homonymie).
Minami (南区, Minami-ku) est l'un des cinq arrondissements de la ville de Kumamoto au Japon. Il est situé au sud de la ville.
En 2016, sa population est de 127 838 habitants pour une superficie de 110,01 km2, ce qui fait une densité de population de 1 160 hab./km2.

## Histoire
L'arrondissement a été créé en 2012 lorsque Kumamoto est devenue une ville désignée par ordonnance gouvernementale.

## Transport publics
L'arrondissement est desservi par la ligne principale Kagoshima de la JR Kyushu.